# Henri-Marie-Auguste Bineau
Henri-Marie-Auguste Bineau, francoski general, * 1873, † 1944.